# شون ميرفي (لاعب غولف)
شون ميرفي (بالإنجليزية: Sean Murphy)‏ هو لاعب غولف أمريكي، ولد في 17 أغسطس 1965 في دي موين في الولايات المتحدة.

## وصلات خارجية
- شون ميرفي على موقع رابطة لاعبي الغولف المحترفين (الإنجليزية)